# Глеб Зеремеевич
Глеб Зеремеевич — галицкий боярин и воевода.
Упоминается впервые в Ипатьевской летописи под 1211 годом как воевода Мстислава Ярославича Немого, князя Пересопницкого, во время борьбы с боярином Володиславом из-за Галича. Позднее он являлся приверженцем венгерской партии.
Когда в 1226 году князь Мстислав Мстиславич Удалой разбил под Звенигородом венгров, галицкие бояре с Глебом Зеремеевичем и Судиславом во главе не только удержали Мстислава от преследования, но и уговорили его выдать дочь за её обрученного жениха, венгерского королевича Андрея, и отдать последнему не только обещанный до войны Перемышль, но и все Галицкое княжество, приведя такие доводы: «Князь! сам ты не можешь держать Галич, бояре не хотят тебя; если отдашь его королевичу, то можешь взять его под ним назад, когда захочешь; если же отдашь Даниилу, то уже никогда не будет больше твой Галич, потому что народ крепко любит Даниила». Мстислав исполнил совет бояр, отдал Андрею Галич, а себе взял Понизье, но затем одумался и хотел призвать Даниила Романовича, однако Глеб Зеремеевич, из-под влияния которого Мстислав не мог освободиться до самой смерти, не допустил свидания его с Даниилом.
В 1229 году, после кончины Мстислава, Даниилу удалось отнять у Андрея Галич, но через некоторое время венгерский король восстановил сына на галицком столе. В последовавшей затем в 1231 году войне между Андреем и Даниилом участвовал Глеб как сторонник первого. Через 2 года Глеб перешел на сторону Даниила Романовича. Бояре, приверженцы Даниила, встретили его у Галича; «ясно, замечает по этому поводу Соловьев, что переход Галича произошел с согласия целой стороны боярской». Началась осада Галича, во время которой Андрей умер, и Даниил был призван галичанами на княжение. Что касается Глеба Зеремеевича, то он больше в летописи не упоминается.